# Römischer Tempel (Riez)

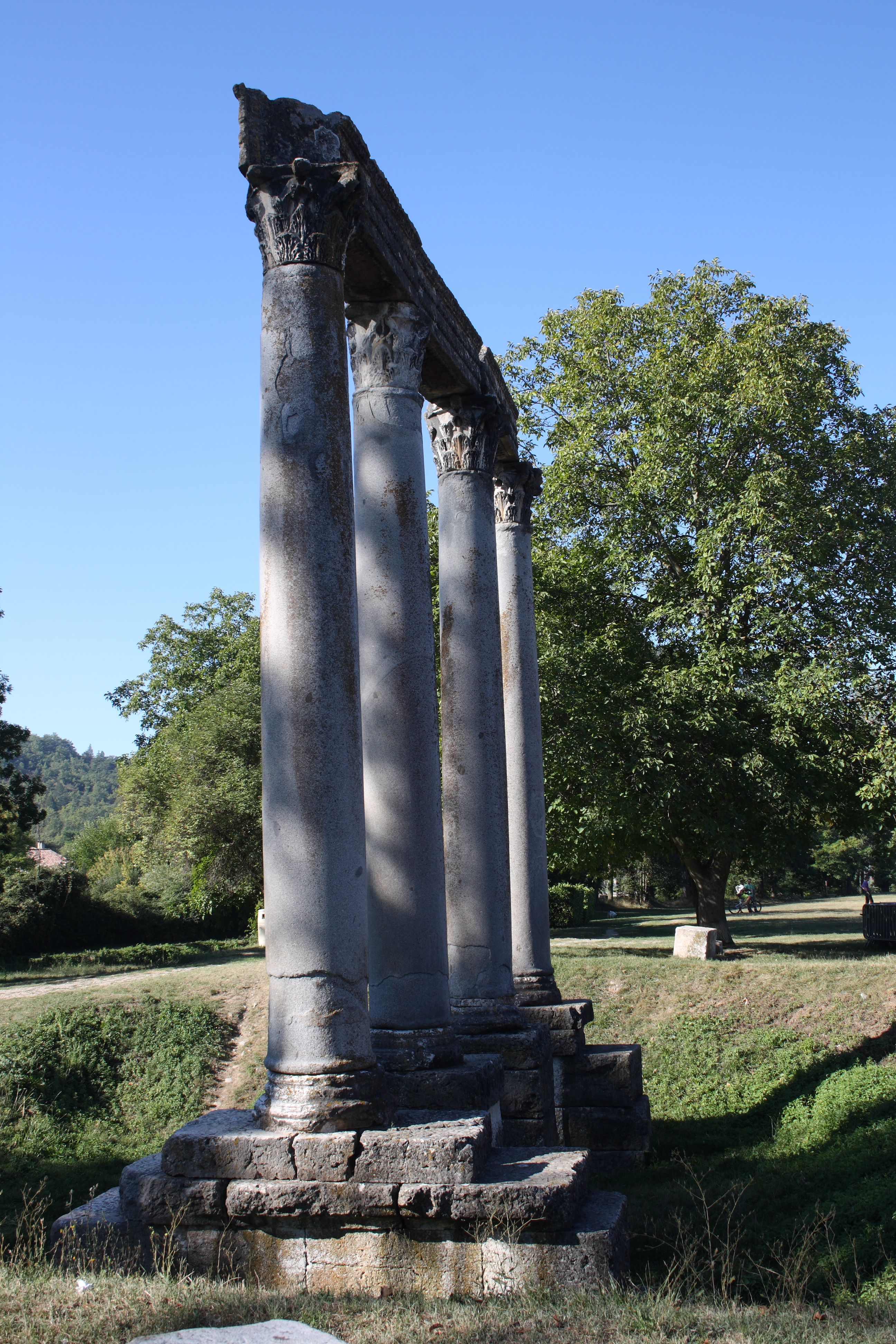
Römischer Tempel in Riez

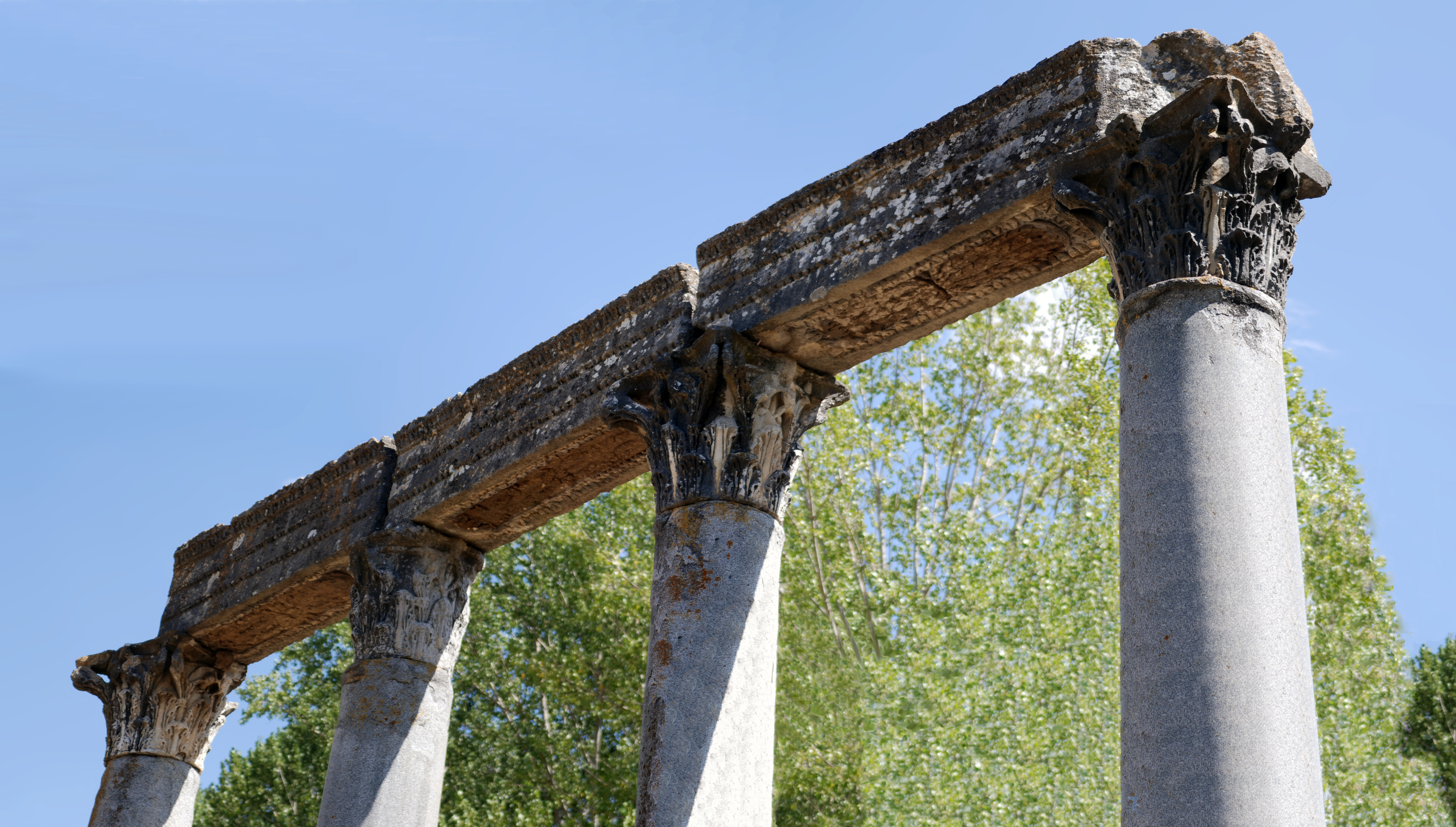
Architrav und korinthisches Kapitell

Der Römische Tempel in Riez, einer französischen Gemeinde im Département Alpes-de-Haute-Provence in der Region Provence-Alpes-Côte d’Azur, wurde im 1. Jahrhundert errichtet. Der Tempel ist seit 1840 ein geschütztes Baudenkmal, ein Monument historique.
Der römische Tempel, der sich heute am westlichen Ortsrand von Riez befindet, stand einst im Zentrum der römischen Stadt Colonia Julia Augusta Apollinarium Reiorum.

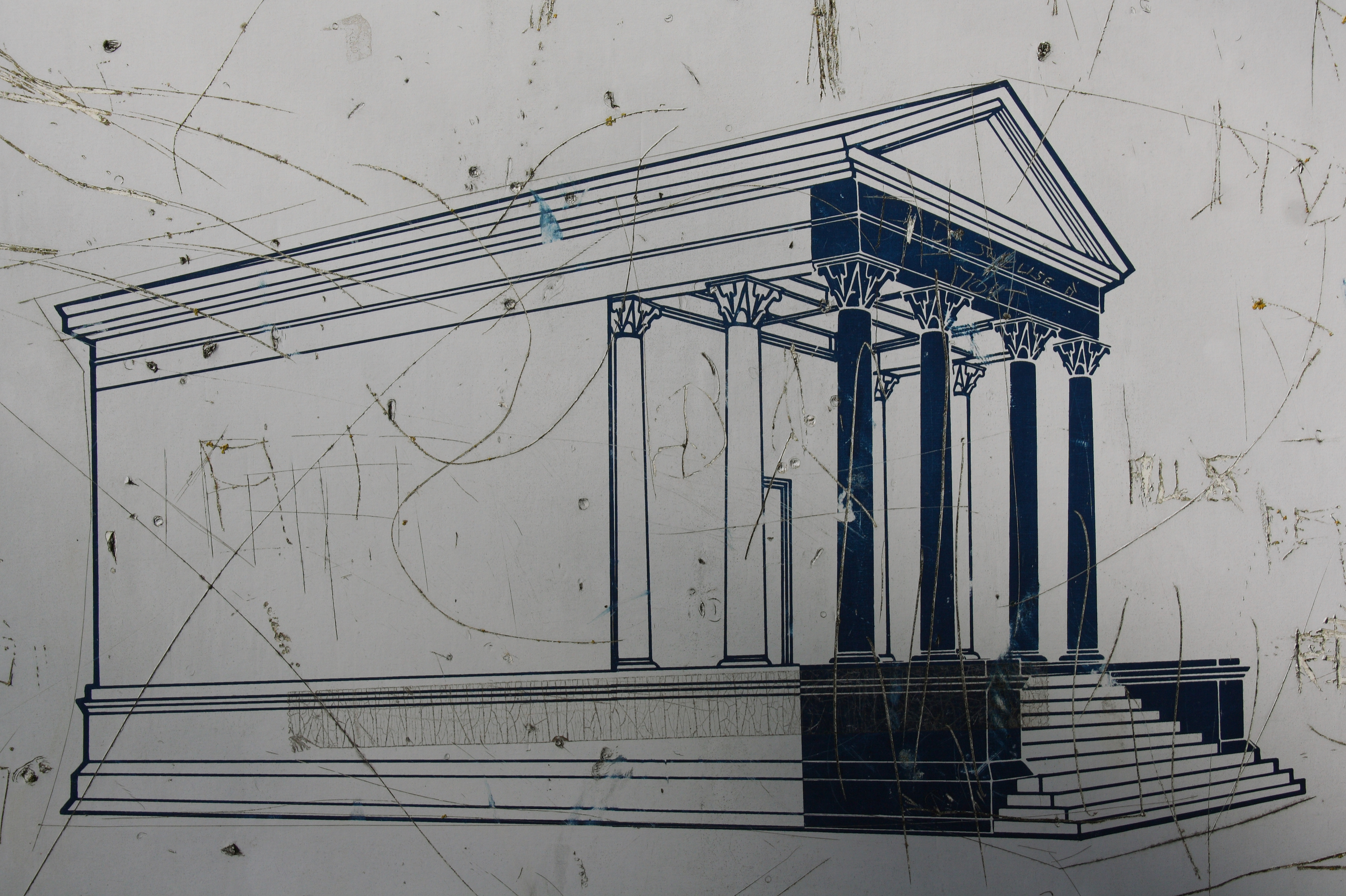
Rekonstruktionszeichnung des römischen Tempels

Die Reste des ehemaligen Podiumstempels bestehen aus vier Einzelfundamenten, die große Säulen tragen. Deren monolithische Säulenschäfte aus Granit ruhen auf attischen Basen und werden von korinthischen Kapitellen bekrönt. Basen und Kapitelle bestehen aus weißem Marmor. Ein in drei Faszien gegliederter Architrav, dessen Bänder jeweils durch einen Perlstab am oberen Ende abgeschlossen werden, überspannt die vier Säulen. Die Architravunterseiten sind mit Soffitten geschmückt, deren Bildfelder von einem lesbischen Kymation gerahmt werden. Je zwei an der Basis verbundene Blattkelche nehmen das Bildfeld selbst ein. Ein lesbisches Kymation vermittelt auch den Übergang zum verlorenen Fries des Gebälkes. Die Ecken des Architravs sind auf Gehrung geschnitten, um den Anschluss der seitlichen Architravzüge zu gewährleisten. Der Tempel war folglich ein viersäuliger Prostylos.